# Grupul școlar de industrie alimentară din Arad
Grupul școlar de industrie alimentară din Arad este un monument istoric aflat pe teritoriul municipiului Arad.

## Galerie

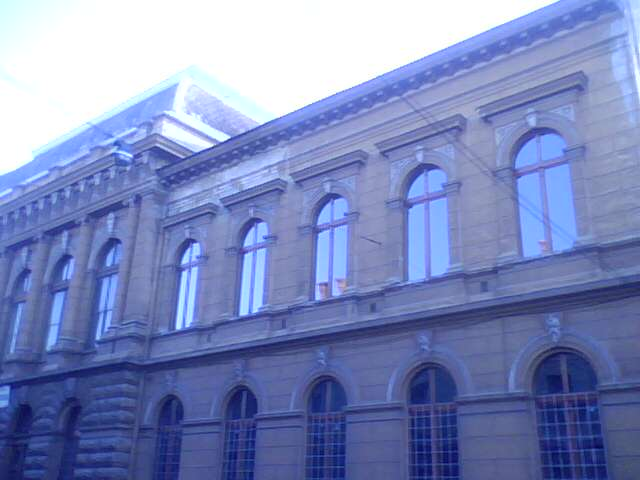
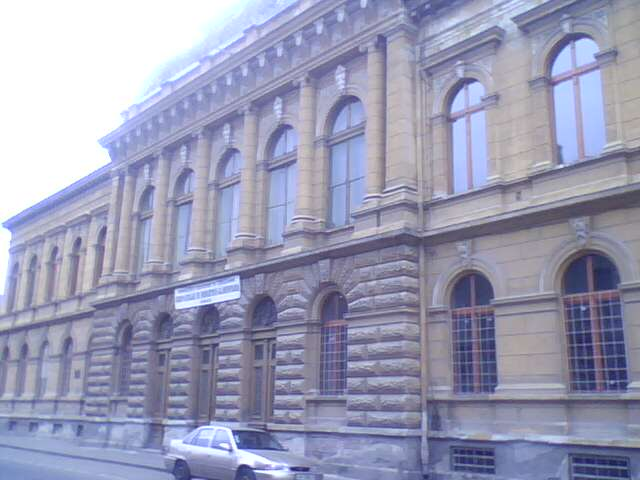
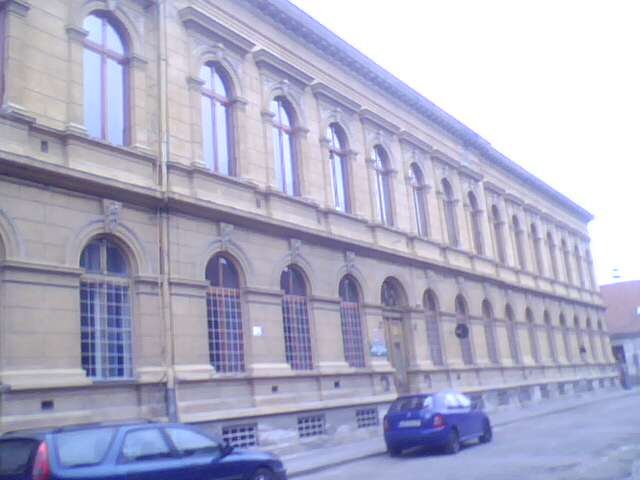
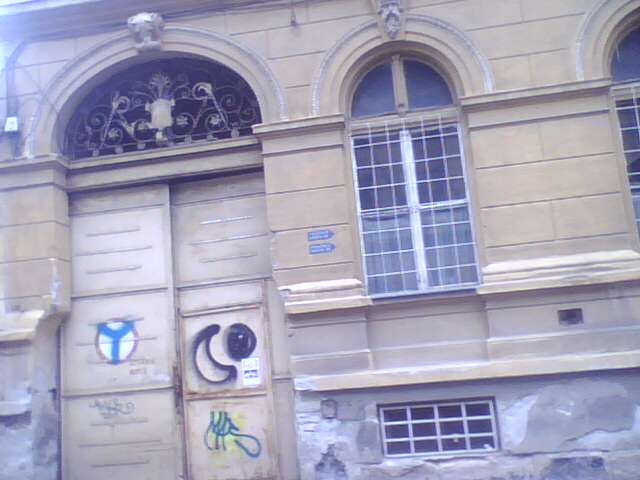